# Angie Kim
Angie Kim, nacida en 1969 en Seúl, es una escritora estadounidense de novela negra. Angie se trasladó a Estados Unidos para estudiar en la Universidad de Stanford y en la Facultad de Derecho de Harvard. En 2019, publicó su primera novela, El juicio de Miracle Creek. Su debut fue destacado por la prensa y recibió muy buenas críticas por parte del Washington Post y el New York Times. Angie ganó con El juicio de Miracle Creek el Premio Edgar Allan Poe a la mejor primera novela de 2020.

## Obra
- El juicio de Miracle Creek (Miracle Creek, 2019). Publicado en español por el sello Motus de Trini Vergara Ediciones.[5]
- La Grange (2021)